# Биченко Георгій Степанович
Георгій Степанович Биченко (1900 — 1942) — радянський історик, ректор Львівського університету (вересень 1940 — червень 1941).

## Життєпис
Випускник Київського лісотехнічного інституту (1926) і Московського інституту сходознавства (1939).
У вересні 1940 року змінив на посаді ректора Львівського університету Михайла Марченка, якого звинуватили в українському націоналізмі. Бувши ректором, одночасно очолив спеціально створену для нього кафедру історії колоніальних і залежних країн на історичному факультеті.

## Праці
Залишив праці з лісівництва.